# Eugenol
Eugenol – organiczny związek chemiczny z grupy fenoli. Jest para-allilową pochodną gwajakolu. Utleniając eugenol można otrzymać wanilinę, co jest jedną z podstawowych metod jej otrzymywania w przemyśle.
Jest związkiem zapachowym, będącym podstawowym składnikiem olejku z goździków (72–90%). Występuje też w cynamonie. Jest to bezbarwna, oleista ciecz o przyjemnym ostrym zapachu kojarzącym się z goździkami. Ma także właściwości antyseptyczne (odkażające) i znieczulające, dzięki czemu jest wykorzystywany w dentystyce do odkażania kanałów zębowych oraz w mieszaninie z tlenkiem cynku jako cement dentystyczny. Jest także stosowany jako plastyfikator niektórych tworzyw sztucznych.
Ma działanie pobudzające i jest szkodliwy. W teście Draizego u królika wywołuje silne podrażnienie skóry. Stężenia stosowane w dentystyce i przemyśle perfumeryjnym są wielokrotnie niższe od jego progu szkodliwości.
We współczesnych badaniach wykazano, że eugenol wykazuje również działanie antyoksydacyjne, przeciwzapalne i przeciwnowotworowe.